# Efeito de blindagem
Em química, o efeito de blindagem às vezes referido como blindagem atômica ou blindagem eletrônica descreve a atração entre um elétron e o núcleo em qualquer átomo com mais de um elétron. O efeito de blindagem pode ser definido como uma redução na carga nuclear efetiva na nuvem de elétrons, devido a uma diferença nas forças de atração sobre os elétrons no átomo. É um caso especial de blindagem de campo elétrico. Este efeito também tem algum significado em muitos projetos em ciências materiais.

## Força por camada de elétron
Quanto mais largas são as camadas de elétrons no espaço, mais fraca é a interação elétrica entre os elétrons e o núcleo devido à blindagem. Em geral, podemos ordenar as camadas de elétrons (s,p,d,f) como tal
{\displaystyle S(\mathrm {s} )>S(\mathrm {p} )>S(\mathrm {d} )>S(\mathrm {f} ),}
onde S é a força de blindagem que um dado orbital fornece ao resto dos elétrons.

## Descrição
No hidrogênio, ou em qualquer outro átomo do grupo 1A da tabela periódica (aqueles com apenas um elétron de valência), a força sobre o elétron é tão grande quanto a atração eletromagnética do núcleo do átomo. No entanto, quando mais elétrons estão envolvidos, cada elétron (no enésimo nível) experimenta não apenas a atração eletromagnética do núcleo positivo, mas também forças de repulsão de outros elétrons em níveis de 1 a n. Isso faz com que a força resultante sobre os elétrons nas camadas externas seja significativamente menor em magnitude; portanto, esses elétrons não estão tão fortemente ligados ao núcleo quanto os elétrons mais próximos do núcleo. Este fenômeno é muitas vezes referido como o efeito de penetração orbital. A teoria da blindagem também contribui para a explicação de por que os elétrons da camada de valência são mais facilmente removidos do átomo.
Além disso, há também um efeito de blindagem que ocorre entre os subníveis dentro do mesmo nível de energia principal. Um elétron no subnível s é capaz de proteger elétrons no subnível p do mesmo nível de energia principal. Isso se deve ao formato esférico do orbital s. No entanto, o inverso não é verdadeiro: os elétrons de um orbital p não podem proteger os elétrons de um orbital s.
O tamanho do efeito de blindagem é difícil de calcular com precisão devido aos efeitos da mecânica quântica. Como uma aproximação, podemos estimar a carga nuclear efetiva em cada elétron pelo seguinte:
{\displaystyle Z_{\mathrm {eff} }=Z-\sigma \,}
Onde Z é o número de prótons no núcleo e {\displaystyle \sigma \,}, é o número médio de elétrons entre o núcleo e o elétron em questão. {\displaystyle \sigma \,},pode ser encontrado usando a química quântica e a equação de Schrödinger, ou usando as fórmulas empíricas de Slater.
Na espectroscopia de retroespalhamento de Rutherford, a correção devido à blindagem de elétrons modifica a repulsão de Coulomb entre o íon incidente e o núcleo alvo em grandes distâncias. É o efeito de repulsão causado pelo elétron interno sobre o elétron externo.